# Aegotheles archboldi
Aegotheles archboldi là một loài chim trong họ Aegothelidae.